# Arlette Mafuta
Arlette Mafuta Maluvuidi, née le 3 septembre 1989, est une footballeuse congolaise qui évolue au poste de milieu de terrain.

## Débuts et carrière en club
Peu d’informations sont disponibles concernant les débuts et la formation d’Arlette Mafuta. Elle est cependant connue pour avoir joué au sein du club congolais Grand Hôtel et à Force Terrestre, où elle a évolué en tant que milieu de terrain.

## Carrière internationale

### Sélection junior
Arlette Mafuta dispute la Coupe du monde féminine de football des moins de 20 ans 2006 en Russie ; elle rentre en jeu à la 79e minute contre la France et est titulaire contre l'Argentine. Elle participe aussi avec l'équipe de RD Congo des moins de 20 ans aux éliminatoires de la Coupe du monde féminine de football des moins de 20 ans 2008 puis à la phase finale de la compétition en novembre au Chili.

### Sélection senior
Elle dispute avec l'équipe de République démocratique du Congo la phase finale du Championnat d'Afrique féminin 2006, inscrivant un but contre le Mali en phase de groupes et ratant un penalty contre le Ghana.
Elle inscrit aussi un but contre le Botswana au tour préliminaire retour des éliminatoires du Championnat d'Afrique féminin 2010.
Elle joue ensuite la phase finale du Championnat d'Afrique féminin 2012 ; elle est auteur d'un but contre l'Afrique du Sud.